# Maison De Vijf Werelddelen
La maison De Vijf Werelddelen, en néerlandais : Huis De Vijf Werelddelen (signifiant en français : la maison Les Cinq Continents), est une réalisation due à l'architecte Frans Smet-Verhas en 1901.
Elle est considérée comme étant l'une des œuvres les plus originales et les plus extravagantes de l'Art nouveau en Belgique et se trouve à Anvers en région flamande.

## Situation
Cette maison se situe au sud du centre de la ville d'Anvers au coin de la Schildersstraat (rue des Peintres) et de la Plaatsnijdersstraat entre l'importante artère Amerikalei et le musée royal des Beaux-Arts entouré d'un parc arboré que l'on trouve de l'autre côté de la Plaatsnijdersstraat.

## Description

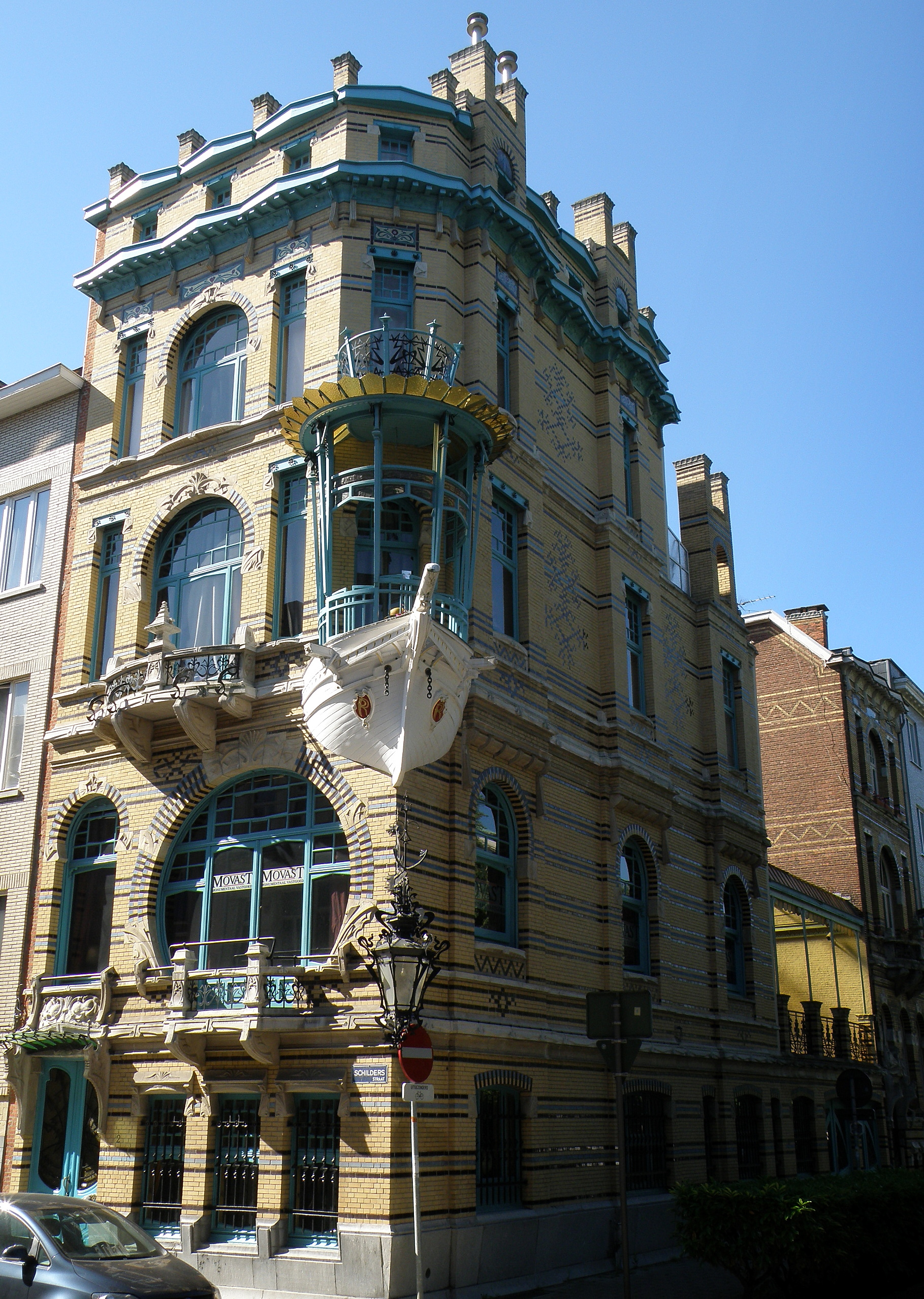

Cet imposant immeuble de coin fourmille de composants propres au style Art nouveau. Mais l'élément qui frappe tout de suite le passant est une proue de bateau semblant sortir de l'angle du bâtiment entre le premier et le deuxième étage. Cette proue de couleur blanche porte les initiales de Petrus Roeis, constructeur de navire anversois et commanditaire de l'immeuble. Les Anversois ont d'ailleurs surnommé ce bâtiment « 't Bootje » (en français : « le Petit Bateau »). Une loggia circulaire reposant sur cette proue est divisée en cinq parties comportant des vitraux reprenant le nom des cinq continents. Au-dessus de la loggia, une petite terrasse est protégée par un balcon en fer forgé en forme d'éclairs représentant une tempête en mer.
Au-dessus du soubassement en pierres de taille, le bâtiment est construit en briques beiges ponctuées de bandeaux de briques noires et bleu ciel ou illustrées de dessins géométriques.
La façade de la Schildersstraat est la plus étroite. Elle compte quatre niveaux et des combles. La porte d'entrée à deux battants est ornée de fer forgé. Au premier étage, on remarque une importante baie en arc outrepassé comportant des petits bois comme dans la plupart des nombreuses baies que compte la maison.
La façade de la Plaatsnijdersstraat compte deux travées de quatre niveaux et des combles, une travée de trois niveaux et, à l'arrière, une terrasse ouverte coiffée d'une verrière.
Des sgraffites aux motifs floraux surmontent les six baies du troisième étage. Une corniche (à niveaux alternés du côté de la Plaatsnijdersstraat) court le long des façades. Sur les toits, plusieurs pilastres et cheminées dominent le bâtiment.